# NATO Commander
NATO Commander is een computerspel dat werd ontwikkeld en uitgegeven door MicroProse Software. Het spel kwam in 1983 uit voor de Atari (8 bit) en een jaar later voor de Apple II en Commodore 64. Dit is het eerste oorlogsspel dat werd ontworpen door Sid Meier. Het strategiespel omvat vier moeilijkheidsgraden en vijf scenario's om uit te kiezen. De speler kan kiezen tussen grote en kleine brigades. Het speelveld wordt van bovenaf getoond en de handelingen gebeuren realtime.

## Platforms
| Jaar | Platform               |
| ---- | ---------------------- |
| 1983 | Atari 8-bit            |
| 1984 | Apple II, Commodore 64 |

## Ontvangst
| Beoordeeld door             | Platform     | Datum     | Score |
| --------------------------- | ------------ | --------- | ----- |
| Computer Gaming World (CGW) | Apple II     | juni 1991 | 60%   |
| Computer Gaming World (CGW) | Commodore 64 | juni 1991 | 60%   |